# Ver de bancoule
Agrianome fairmairei
Espèce
Le ver de Bancoule (Agrianome fairmairei) est la larve d'une espèce d'insectes coléoptères de la famille des Cerambycidae.

## Description

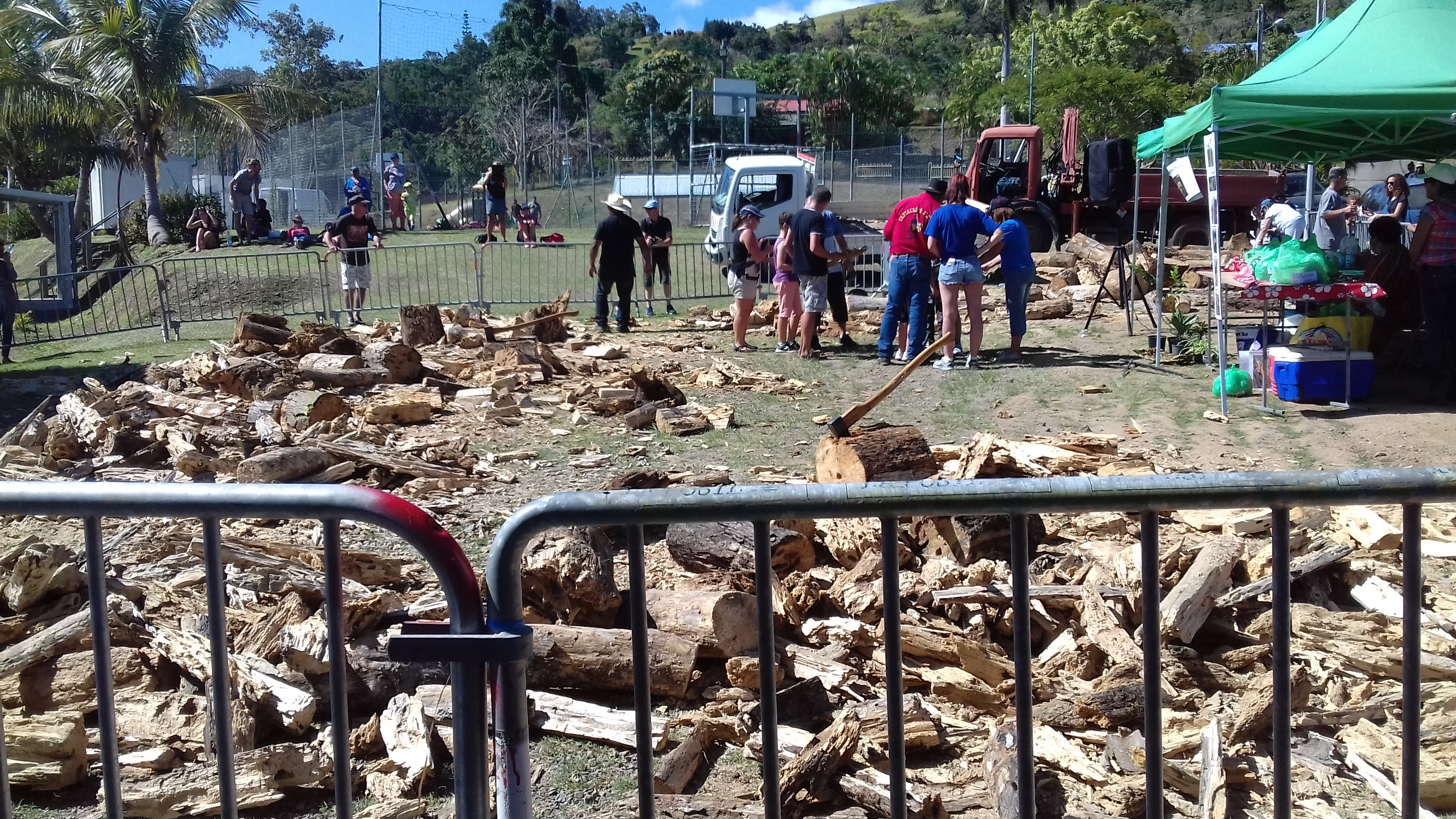
Concours de fouillage de vers de bancoule, à Farino, en Nouvelle-Calédonie

Les larves peuvent atteindre 8 cm de long sur 2 cm de diamètre. Elles se nourrissent du bois tendre et humide du bancoulier (Aleurites moluccana), en cours de décomposition. Elles pratiquent de longues galeries sinueuses, rebouchées après le passage de la larve, avec les débris de bois déchiquetés par des mandibules puissantes.
La nymphe se trouve en bout de galerie, dans une loge de 10 cm de long par 2,5 de large.
L'insecte adulte mesure de 32 à 65 mm de long sur 15 à 25 mm de large et est muni de très fortes mandibules. Il s'en sert pour pratiquer un trou circulaire de 5 mm de diamètre environ dans l'écorce du bancoulier.

## Utilisation

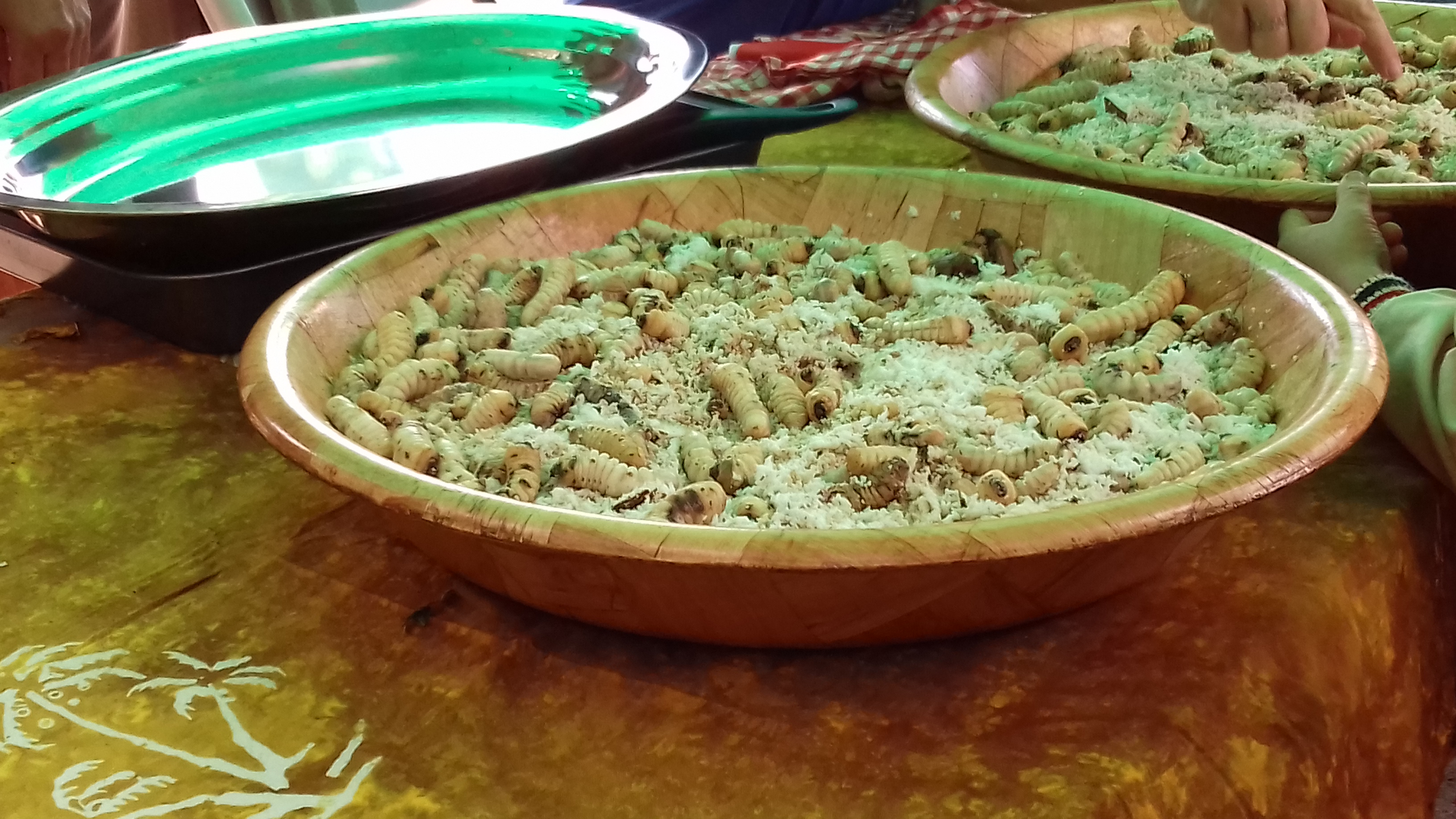
Vers de bancoule en train de dégorger dans du coco râpé

Le ver de bancoule est comestible (à l'exception de la tête) et apprécié cru, grillé ou cuit dans certaines régions d'Asie et en Nouvelle-Calédonie où on le déguste après l'avoir fait dégorger quelques jours dans de la noix de coco râpée.